# Elymnias annea
Elymnias annea är en fjärilsart som beskrevs av William Burgess Pryer och Cator. Elymnias annea ingår i släktet Elymnias och familjen praktfjärilar. Inga underarter finns listade i Catalogue of Life.